# 科莫圣乔瓦尼车站
科莫圣乔瓦尼车站（義大利語：Stazione di Como San Giovanni）是意大利北部伦巴第大区科莫城的中央车站。它于1875年开通，是米兰-基亚索铁路的一部分，也是科莫-莱科铁路的终点站，从主线的向南几公里处的阿尔巴特--卡梅拉塔车站分岔。
科莫圣乔瓦尼车站是通往基亚索的最后一个意大利车站，因此具有边境车站的功能。然而，自2008 年瑞士加入申根协定以来，那里没有进行过边境检查。

## 位置
科莫圣乔瓦尼车站位于市中心以西不远处的圣戈塔多广场。

## 历史
该站于1875年7月27日开通，米兰-基亚索铁路的阿尔巴特-科莫段开通之时。

## 建筑
目前的客运大楼是在二战被毁后建造的，由保罗·佩里利设计，于1949年落成。这是一座两层砖结构建筑，由三个部分组成，由玻璃墙连接在一起，后者为中央大厅内提供大部分照明。
站场内有5条直通轨道，其中4条供乘客使用。车站南侧（用作前往莱科的线路终点站）也有3个月台，北侧有2个。

## 乘客
该站每年约有150 万人次的客运量。
科莫圣乔瓦尼车站是火车在基亚索进入瑞士之前在意大利境内的边境站，随着2014年12月的时刻表变更，不再是所有列车都停靠科莫，改为只有一列欧城列车，即米兰-苏黎世列车才停靠科莫。主要目的地有米兰中央车站、米兰加里波底门站、莫尔泰诺车站、莱科车站、阿尔巴特-卡梅拉塔车站、贝林佐纳站和苏黎世火车总站。
该站也是米兰城铁S11 线的一个站点（米兰加里波底门站–基亚索；每小时一班）。

## 车次
截至2021年12月，在科莫圣乔瓦尼车站停靠的有以下车次：
- 欧城列车: 
  - 苏黎世火车总站与博洛尼亚中央车站、热那亚王子广场车站、米兰中央车站、威尼斯圣卢西亚车站之间每天有 10 趟列车.
  - 巴塞尔瑞士车站与米兰中央车站或米兰加里波底门站之间每天有两趟火车。
- RE80: 洛迦诺-米兰中央车站，每小时一班。
- Regionale: 班车前往莫尔泰诺，高峰时间前往莱科。
- S10: 前往比亚斯卡，每小时一班。
- S11: 基亚索-米兰加里波底门站，每小时一班。
- S40: 前往瓦雷泽，每小时一班。